# Edme Jean Baptiste Bouillon-Lagrange
Edme-Jean Baptiste Bouillon-Lagrange (12 de julio de 1764, París – 23 de agosto de 1844) fue un químico y farmacéutico francés. Fue profesor de química de la Escuela de Farmacia de París y luego director de la escuela.
Era dueño de una farmacia en Rue Saint-Martin en París. Siendo influenciado por Antoine-François de Fourcroy y Claude Louis Berthollet, en 1789 comenzó a dedicar su tiempo y energías a la investigación química.
Se desempeñó como un farmacéutico militar durante las Campañas Napoleónicas. En 1806 se doctoró en la Universidad de Estrasburgo, luego servir como médico personal a la Emperatriz Josefina.
Sus estudios en el campo de la química involucraba investigaciones con trufas, corteza de sauce, ámbar, ajo, almidón, agua de mar y leche.

## Escrito obras
- Cours d'étude pharmaceutique, 1794.
- Herrn B. Lagrange Vollständige Apothekerwissenschaft: aus dem Französischen übersetzt. Vol. 1, 3 y 4. Baumgärtner, Leipzig 1796-1797 [Edición Digital http://nbn-resolving.de/urn:nbn:de:hbz:061:2-28776] por la Universidad y estado biblioteca Düsseldorf
- Manuel d'un cours de chimie, ou, Principes élémentaires théoriques et ciencia pratiques de cette, 1801, traducido al inglés y publicada como "un manual de un curso de química; o una serie de experimentos e ilustraciones, necesarias para formar un curso completo de que la ciencia".
- Manuel du pharmacien, 1803.
- Essai sur les eaux minérales, naturelles et artificielles, 1810. < ref > [OCLC clasificar http://classify.oclc.org/classify2/ClassifyDemo?search-author-txt=%22Bouillon-Lagrange%2C+Edme+Jean+Baptiste%2C+1764-1844%22] publicó obras < / ref >